# تا غروب (مجموعه تلویزیونی)
تا غروب یک مجموعه تلویزیونی محصول سال ۱۳۸۳ به نویسندگی علی‌اکبر محلوجیان و تهیه کنندگی و کارگردانی محمد بنایی می‌باشد که از شبکه دو پخش شد. این مجموعه در ۲۱ قسمت تهیه شد.
این مجموعه داستان زندگی پزشکی است که در زمان حیات همسرش تمام اموال خود را به نام او می‌کند، اما همسر دکتر پیش از او درمی‌گذرد. دکتر بیمار است و زمان زیادی به پایان عمرش نمانده‌است. در این میان دختر و پسر او که هر دو ازدواج کردند و صاحب فرزند هستند، به تحریک همسران خود تصمیم می‌گیرند، قبل از فوت دکتر اموال او را بین خود تقسیم کنند. اما دکتر که مرد خیری است، عمارتی قدیمی و موروثی را وقف هزینه درمان بیماران بی بضاعت کرده‌است. فرهاد، داماد دکتر که از ماجرا مطلع است حکم جلب و توقیف اموال دکتر را می‌گیرد و با همدستی زنی به نام سهیلا و برادرش فرشید ماجراهایی را به وجود می‌آورد. 

## عوامل سریال
تهیه کننده و کارگردان: محمد بنایی، نویسنده: علی اکبر محلوجیان، مدیر تولید و تهیه کننده اجرایی: فرهاد حیدری، صدابردار: حسام شریعتمدار احمدی، ناظر کیفی: حسین مروی، دستیار اول کارگردان و برنامه ریز: نیکا عزیزپور، طراح صحنه و لباس: مهرناز عطایی، طراح گریم: دانش کریمی، موسیقی: امیر معینی، تدوین: بابک رضاخانی و سیامک مهماندوست، مدیر تصویربرداری: هوشنگ بنایی

## بازیگران
- ابوالفضل پورعرب
- حسن جوهرچی
- مرجان شیرمحمدی
- فرامرز صدیقی
- الهام پاوه نژاد
- مسعود خدابخشیان
- آتش تقی پور
- محمد برسوزیان
- مرتضی احمدی
- اسماعیل داورفر
- زهره حمیدی
- مژگان ربانی
- هاله سنکا جوان
- غلامرضا طباطبایی
- ناصر لقایی
- علی عالی پور
- میرصلاح حسینی
- فریبا خادمی